# Едвард Кінан
Едвард Кінан (англ. Edward L. Keenan; 14 травня 1935, штат Нью-Йорк — 6 березня 2015, США) — американський історик, професор Гарвардського університету. Його роботи присвячені в основному історії середньовічної Росії, особливо культурній та політичній історії Московії в 15-17 століттях, Івана IV та Семена Шаховського, культурним та політичним стосункам між Московією та тюркськими народами Центральної Азії, а також Слову о полку Ігоревім.
Кінан скептично ставиться до автентичності ряду текстів, які зазвичай приписуються середньовічному періоду історії Росії. У своїй книзі Апокриф Курбського-Грозного: Ґенеза «відповідності» приписаної князю А. М. Курбському та царю Івану IV у сімнадцятому столітті (1973) автор заявляє про фальшування цих листів. Новіше дослідження Йосип Добровський та походження «Слова о полку Ігоревім» (2003) зазначає, що цей текст, який традиційно вважається таким, що походить з дванадцятого століття, був роботою чеського лінгвіста та науковця вісімнадцятого століття Йосипа Добровського. Ця робота призвела до поновлення інтересу до дослідження автентичності «Слова о полку Ігоревім» і зустріла змішану реакцію науковців.
Кінан працював асоційованим директором (1973—1975 рр.) та директором (1976—1977) Гарвардського російського дослідницького центру, директором Центру досліджень Середнього Сходу (1981—1983, 1986—1987, 1993—1994). Він також був директором Думбартон-Оакської дослідницької лабораторії у Вашингтоні і продовжував працювати в асоційованому комітеті.